# 敦柱
敦柱，清朝政治人物。
嘉庆十四年五月初二，由贵州按察使调任廣西按察使。嘉庆十五年（1810日），罢。